# Championnat du Chili de football 1954
Navigation
Saison précédente Saison suivante
La saison 1954 du Championnat du Chili de football est la vingt-deuxième édition du championnat de première division au Chili. Les quatorze meilleures équipes du pays sont regroupées au sein d'une poule unique, où elles s'affrontent deux fois, à domicile et à l'extérieur ; à l'issue de cette première phase, les huit premiers jouent la poule pour le titre, les six derniers la poule de relégation. Le dernier de la poule de relégation descend en Segunda División et est remplacé par le champion de D2.
C'est le CD Universidad Católica qui remporte la compétition, après avoir terminé en tête du classement final, avec un seul point d'avance sur le tenant du titre, Colo Colo et trois sur Audax Italiano. C'est le deuxième titre de champion du Chili de l'histoire du club, après le championnat décroché en 1949.

## Les clubs participants
| - Deportes Magallanes - Colo Colo - Ferrobádminton - CF Universidad de Chile - Unión Española - Santiago Wanderers - CSD Rangers | - Club Deportivo Social y Cultural Iberia - CD Universidad Católica - Audax Italiano - CD Santiago Morning - CD Green Cross - CD Everton de Viña del Mar - Club Deportivo Palestino |

## Compétition
Le barème utilisé pour établir les différents classements est le suivant :
- Victoire : 2 points
- Match nul : 1 point
- Défaite : 0 point

### Première phase
| Rang | Équipe                                  | Pts | J  | G  | N  | P  | Bp | Bc | Diff |
| ---- | --------------------------------------- | --- | -- | -- | -- | -- | -- | -- | ---- |
| 1    | CD Universidad Católica                 | 35  | 26 | 16 | 3  | 7  | 54 | 42 | +12  |
| 2    | Colo Colo T                             | 34  | 26 | 16 | 2  | 8  | 58 | 37 | +21  |
| 3    | Santiago Wanderers                      | 30  | 26 | 12 | 6  | 8  | 57 | 42 | +15  |
| 4    | Ferrobádminton                          | 29  | 26 | 11 | 7  | 8  | 64 | 47 | +17  |
| 5    | Audax Italiano                          | 29  | 26 | 9  | 11 | 6  | 53 | 45 | +8   |
| 6    | Club Deportivo Palestino                | 27  | 26 | 9  | 9  | 8  | 55 | 52 | +3   |
| 7    | Deportes Magallanes                     | 27  | 26 | 9  | 9  | 8  | 41 | 40 | +1   |
| 8    | CD Green Cross                          | 25  | 26 | 9  | 7  | 10 | 42 | 47 | -5   |
| 9    | Unión Española                          | 25  | 26 | 9  | 7  | 10 | 41 | 51 | -10  |
| 10   | CSD Rangers                             | 23  | 26 | 7  | 9  | 10 | 42 | 48 | -6   |
| 11   | CD Santiago Morning                     | 21  | 26 | 7  | 7  | 12 | 50 | 59 | -9   |
| 12   | CD Everton de Viña del Mar              | 21  | 26 | 8  | 5  | 13 | 36 | 46 | -10  |
| 13   | CF Universidad de Chile                 | 21  | 26 | 7  | 7  | 12 | 36 | 56 | -20  |
| 14   | Club Deportivo Social y Cultural Iberia | 17  | 26 | 6  | 5  | 15 | 48 | 65 | -17  |

|  | Qualification pour la poule pour le titre |
|  | Participation à la poule de relégation    |
|  | T : Tenant du titre                       |

### Deuxième phase
Les équipes conservent l'ensemble des résultats obtenus lors de la première phase. Elles ne rencontrent qu'une seule fois les équipes de leur poule de seconde phase.

#### Poule pour le titre
| Rang | Équipe                   | Pts | J  | G  | N  | P  | Bp | Bc | Diff |
| ---- | ------------------------ | --- | -- | -- | -- | -- | -- | -- | ---- |
| 1    | CD Universidad Católica  | 43  | 33 | 18 | 7  | 8  | 67 | 55 | +12  |
| 2    | Colo Colo T              | 42  | 33 | 19 | 4  | 10 | 76 | 50 | +26  |
| 3    | Audax Italiano           | 40  | 33 | 13 | 14 | 6  | 68 | 53 | +15  |
| 4    | Ferrobádminton           | 38  | 33 | 13 | 12 | 8  | 80 | 60 | +20  |
| 5    | Santiago Wanderers       | 37  | 33 | 14 | 9  | 10 | 67 | 52 | +15  |
| 6    | CD Green Cross           | 33  | 33 | 11 | 11 | 11 | 53 | 55 | -2   |
| 7    | Deportes Magallanes      | 31  | 33 | 10 | 11 | 12 | 53 | 59 | -6   |
| 8    | Club Deportivo Palestino | 28  | 33 | 9  | 10 | 14 | 67 | 75 | -8   |

|  | Champion du Chili 1954 |
|  | T : Tenant du titre    |

#### Poule de relégation
| Rang | Équipe                                  | Pts | J  | G  | N  | P  | Bp | Bc | Diff |
| ---- | --------------------------------------- | --- | -- | -- | -- | -- | -- | -- | ---- |
| 1    | CD Santiago Morning                     | 31  | 31 | 12 | 7  | 12 | 67 | 64 | +3   |
| 2    | CSD Rangers                             | 28  | 31 | 9  | 10 | 12 | 55 | 58 | -3   |
| 3    | CF Universidad de Chile                 | 28  | 31 | 10 | 8  | 13 | 49 | 64 | -15  |
| 4    | Unión Española                          | 28  | 31 | 10 | 8  | 13 | 48 | 64 | -16  |
| 5    | CD Everton de Viña del Mar              | 23  | 31 | 9  | 5  | 17 | 45 | 59 | -14  |
| 6    | Club Deportivo Social y Cultural Iberia | 20  | 31 | 7  | 6  | 18 | 54 | 81 | -27  |

|  | Relégation en Segunda División |

## Bilan de la saison
| Championnat du Chili de football 1954 |                                         |
| Champion                              | CD Universidad Católica (2e titre)      |
| Promotions et relégations             |                                         |
| Promus en Primera División            | Club Deportivo O'Higgins                |
| Relégués en Segunda División          | Club Deportivo Social y Cultural Iberia |